# Windhaag bei Freistadt
Windhaag bei Freistadt è un comune austriaco di 1 590 abitanti nel distretto di Freistadt, in Alta Austria; ha lo status di comune mercato (Marktgemeinde).